# Bicosta fuegiana
Bicosta fuegiana là một loài rêu trong họ Andreaeaceae. Loài này được Cardot Ochyra mô tả khoa học đầu tiên năm 2003.